# Пенсне (альбом)
«Пенсне» — одиннадцатый студийный альбом Григория Лепса. В альбом вошли как уже известные хиты «Обернитесь» (дуэт с В. Меладзе) и «Измены» (дуэт с В. Ильинской), так и совершенно новые песни. Презентация альбома состоялась 23, 25, 26 февраля и 7 марта 2011 года в «Крокус Сити Холле», а также 1 и 3 марта в БКЗ «Октябрьский».
Альбом поступил в продажу 16 марта 2011 года. Переиздан в июле 2011 года с включением радиоверсии песни «Самый лучший день» и военной песни «Спасибо, ребята».

## История
Процесс создания песен для альбома вёлся с 2009 года.
8 марта 2010 года на канале «Россия» состоялась премьера дуэта Григория Лепса и Валерия Меладзе «Обернитесь», на который был снят совместный клип.
31 июля 2010 года в рамках фестиваля «Новая Волна» состоялась премьера песни «Двое у окна».
В октябре 2010 года дуэт с Викторией Ильинской «Измены», премьера клипа на который состоялась в январе 2010 года на RU.TV, был запущен в ротацию на «Русском Радио».
19 февраля 2011 года на «Русском Радио» состоялась премьера песни «Настоящая женщина».
23, 25, 26 февраля и 7 марта 2011 года в «Крокус Сити Холле», а также 1 и 3 марта в БКЗ «Октябрьский» состоялась презентация альбома «Пенсне».
16 марта 2011 года альбом «Пенсне» поступил в продажу на территории России.
15 июля 2011 года на концерте в «Крокус Сити Холле», посвященном дню рождения Григория Лепса, состоялась предпродажа переиздания альбома «Пенсне». Многие из песен альбома были перезаписаны в новых аранжировках. Также в переиздание были добавлены две композиции: радиоверсия песни «Самый лучший день», премьера которой состоялась 15 июня 2011 года на «Русском Радио» в рамках программы «Русские Перцы» и военная песня А.Бадажкова «Спасибо, ребята».

## Награды
За сольные песни «Самый лучший день» и «Настоящая женщина» Григорий Лепс удостоился двух премий «Золотой граммофон», что произошло впервые в истории этой награды в отношении сольных песен.

## Список композиций
1. «Научись летать» — Д. Копытов/Т. Иванова (4:25) — в переиздании новая аранжировка
2. «Вавилон» — Д. Копытов/К. Арсенев (4:42)
3. «Клуб одиноких сердец подполковника Пеппера» — Д. Копытов/К. Арсенев (3:29)
4. «Двое у окна» — В. Бородин/В. Ильичев (4:41) / (5:09) — в переиздании новая аранжировка
5. «Настоящая женщина» — М. Мишустин/К. Арсенев (3:32)
6. «Зима» — В. Бородин/В. Ильичев (4:00)
7. «Чёрная кошка» — К. Меладзе (3:42)
8. «Зачем тебе я?» — Н. Павлова (3:32) — в переиздании новая аранжировка
9. «Самый лучший день» — Л. Шапиро (4:30) / (4:04) — в переиздании новая аранжировка
10. «Самый лучший день» (Radio Edit) — Л. Шапиро (4:18) — только в переиздании
11. «Спасибо, ребята (Военная)» — А. Бадажков (5:29) — только в переиздании
12. «Обернитесь» (дуэт с Валерием Меладзе) — К. Меладзе (3:51)
13. «Измены» (дуэт с Викторией Ильинской) — М. Фадеев/И. Секачёва (3:46)
14. «Птица-молодость моя» (дуэт с Дианой Гурцкой) — С. Долгополов (4:26)

Существует две версии альбома с 12 и 14 песнями. Издание с 14-ю песнями отличается мастерингом нескольких песен и некоторыми аранжировками.

### Бонус DVD
1. «Обернитесь» (дуэт с В. Меладзе)
2. «Измены» (дуэт с В. Ильинской)
3. Трейлеры

## Интересные факты
- Музыку к песне «Настоящая женщина» написал глава Федеральной налоговой службы РФ Михаил Мишустин, ставший в 2020 году премьер-министром России[7].